# Danuta Marciniak-Neider
Danuta Marciniak-Neider (ur. 15 kwietnia 1947 w Rumi) – ekonomista, pracownik naukowy Uniwersytetu Gdańskiego.

## Życiorys
W 1966 roku ukończyła Technikum Ekonomiczne w Gdyni. Po zdaniu egzaminu dojrzałości podjęła studia ekonomiczne w Wyższej Szkole Ekonomicznej w Sopocie, które ukończyła w 1971 roku na nowo powstałym Uniwersytecie Gdańskim. W 1973 roku została zatrudniona w Instytucie Handlu Zagranicznego Wydziału Ekonomicznego UG. Dwa lata później uzyskała stopień naukowy doktora nauk ekonomicznych na podstawie dysertacji doktorskiej pt. „Przesłanki ekonomiczne polityki gestii transportowej w polskim handlu zagranicznym drogą morską”. W 1989 roku otrzymała stopień doktora habilitowanego w oparciu o pracę naukową pt. „Wpływ zmian międzynarodowego systemu walutowego na rozliczenia w transporcie międzynarodowym”. W latach 1989–1995 pracowała stanowisku docenta, a następnie na stanowisku profesora nadzwyczajnego. Do godności profesora tytularnego D. Marciniak-Neider została podniesiona 21 listopada 1996 roku. Trzy lata później objęła funkcję profesora zwyczajnego.

## Wybrane publikacje
- Rozliczenia w praktyce handlu zagranicznego (2017)[4];
- Warunki dostaw towarów w handlu zagranicznym (2017)[5];
- Podręcznik spedytora (2014)[6];
- Rozliczenia międzynarodowe (2011)[7];
- Płatności w handlu zagranicznym, wydanie IV (2008)[8];
- Transport multimodalny w Europie (2005)[9];
- Transakcje handlu zagranicznego (2004)[10];
- Rozliczenia w handlu zagranicznym (2004)[11];
- MARDIC Słownik anglojęzycznych terminów i skrótów handlu morskiego (2001)[12];
- Transport intermodalny (1997)[13];
- Transport i spedycja w handlu zagranicznym (1992)[14]

## Nagrody i odznaczenia
- Złoty Krzyż Zasługi (1996)[15];
- Medal Komisji Edukacji Narodowej (1998)[1];
- Krzyż Kawalerski Orderu Odrodzenia Polski (2011)[16];
- Medal 50-lecia UG (2020)[17]